# Bella Heathcote
Bella Heathcote (* 27. května 1987 Melbourne) je australská filmová herečka. Profesně aktivní je od roku 2008, od té doby se objevila v mnoha filmech a televizních seriálech australské i zahraniční produkce. Její nejznámější rolí je zatím postava Leily Williamsové (bývalé submisivní milenky Christiana Greye) ve snímku Padesát odstínů temnoty z roku 2017.